# Legor
Legor est le mot basque désignant la stérilité. Les femmes stériles qui désiraient avoir des enfants, venaient à San Juan de Gaztelugatxe, à Saindilli (Oñati). Elles se lavaient dans ses eaux puis elles allaient à San Miguel d'Aralar où elles restaient assises sur une pierre à laquelle on attribue des vertus particulières. Dans le même but on jetait une pierre dans le puits du sanctuaire d'Ujué et dans celui de la cour du château de Javier.